# Гончаров, Демьян Ильич
Демьян Ильич Гончаров (16 октября 1896 года, Дубровка, Смоленская губерния, Российская империя — умер после 1985 года, СССР) — советский военачальник, полковник (06.11.1938).

## Биография
Родился 16 октября 1896 года в деревне Дубровка, ныне Первомайского сельского поселенияШумячского района, Смоленской области. Русский. До службы в армии работал чернорабочим на металлургическом заводе в Енакиево, с сентября 1914 года — забойщиком на шахте № 1 в Горловке. В мае 1916 года за участие в забастовке на Горловском руднике был арестован и в течение 3 месяцев находился в тюрьме города Бахмач.

### Военная служба

#### Первая мировая война и революция
В сентябре 1916 года мобилизован на военную службу и направлен в 133-й запасной пехотный полк в город Орел. В декабре переведен в 1-й пулеметный полк в городе Ораниенбаум, где окончил учебную команду и служил младшим унтер-офицером. С 3 по 5 июля 1917 года участвовал в восстании в полку, за что был арестован и до Корниловского мятежа находился под следствием. 18 марта 1918 года демобилизован.

#### Гражданская война
13 октября 1918 года призван в РККА и направлен в 65-й стрелковый полк 18-й стрелковой дивизии Западного фронта, где воевал с белополяками командиром отделения, а с марта 1919 года — военкомом 3-го батальона. В марте 1920 года назначен военкомом 66-го стрелкового полка этой же дивизии. В его составе осенью сражался с вооруженными отрядами генерала С. Н. Булак-Балаховича в Бобруйском, Мозырском и Слуцком уездах. С января по июнь 1921 года проходил обучение на повторных курсах комбатов Западного фронта в городе Витебск. Вернувшись после учёбы в дивизию, служил в должностях военкома 68-го стрелкового полка, с ноября — командира батальона 71-го стрелкового полка.

#### Межвоенные годы
С марта 1922 года — командир роты 65-го, а с июля — 22-го стрелковых полков 18-й стрелковой дивизии. В сентябре командирован в Киевскую объединённую школу командиров им. С. С. Каменева. Член ВКП(б) с 1925 года. По её окончании в сентябре 1927 года назначен в 51-й стрелковый полк 17-й Нижегородской стрелковой дивизии МВО, где проходил службу командиром роты и начальником полковой школы. С марта 1929 года выдержал экзамены и был зачислен слушателем в Военную академию РККА им. М. В. Фрунзе. После выпуска с мая 1932 года служил в штабе 4-й авиабригады ВВС ЛВО начальником учебно-оперативной части и врид начальника штаба бригады. В 1934 года при штабе ВВС Балтийского флота сдал экстерном испытание на военного летчика-наблюдателя. В январе 1937 года переведен помощником начальника разведывательного отдела штаба ЛВО. В сентябре 1939 года назначен начальником 4-го отдела штаба Мурманской армейской группы, а через месяц переведен начальником КУВНАС при 5-м управлении РККА. С февраля 1940 года исполнял должность начальника разведывательных курсов усовершенствования старшего и среднего начсостава при Высшей спецшколе Генштаба Красной армии.

#### Великая Отечественная война
С началом войны продолжал служить в той же должности. В феврале 1942 года за плохую организацию и руководство учебным процессом был отстранен от должности и направлен в распоряжение ГУК НКО, затем назначен заместителем начальника разведывательного отдела штаба Калининского фронта. С мая полковник Гончаров исполнял должности начальника штаба, а с июня — командира 1195-го стрелкового полка 360-й стрелковой дивизии, которая после Демянской операции в составе 4-й ударной армии находилась в обороне в полосе Мал. Замошье, Маренница, Сев. Козье, Ниж. и Верх. Ольгово. С 5 июля по 22 сентября дивизия в составе 4-й ударной армии Калининского фронта участвовала в частной армейской операции под Велижем, затем была выведена в резерв армии. С 27 сентября по 7 октября она обороняла Слободской участок и остановила наступление противника на рубеже Стар. Двор, Слобода, Рудня. В конце октября, совершив марш, она заняла оборону по реке Ловать на рубеже Городец, Бабино, Шапели, сменив части 47-й стрелковой дивизии. С 20 декабря в составе 3-й ударной армии вела бои за город Великие Луки, участвуя в Великолукской наступательной операции. В феврале полковник Гончаров вступил в должность заместителя командира 360-й стрелковой дивизии, находившейся в это время в резерве 4-й ударной армии. В середине марта дивизия заняла оборону юго-восточнее Невеля.
В июле 1943 года Гончаров переводится заместителем начальника штаба по ВПУ 43-й армии Калининского фронта, а 21 августа назначается начальником штаба 91-го стрелкового корпуса. С 12 октября части корпуса занимали оборону северо-восточнее города Демидов. В феврале 1944 Гончаров был допущен к командованию 158-й стрелковой Лиозненской дивизией, которая в составе 39-й армии Западного, а с 24 апреля — 3-го Белорусского фронтов занимала оборону на подступах к Витебску. В июне она в составе 84-го стрелкового корпуса перешла в наступление и совместно с другими соединениями овладела городом Витебск. За образцовое выполнение заданий командования в боях по прорыву Витебского укрепрайона и овладение г. Витебск дивизия была награждена орденом Красного Знамени. В дальнейшем Гончаров успешно руководил дивизией в ходе Вильнюсской и Каунасской наступательных операций. За овладение городом Каунас дивизия была награждена орденом Суворова 2-й ст. (12.08.1944). 9 августа её части овладели городом Расейняй. Встретив упорное сопротивление противника, они вынуждены были перейти к обороне. С 15 сентября по декабрь Гончаров по ранению находился в госпитале, затем вернулся на прежнюю должность. До февраля 1945 года дивизия в составе 4-й ударной и 6-й гвардейской армий 1-го Прибалтийского фронта занимала оборону восточнее города Мажейкяй, затем была выведена в резерв 2-го Прибалтийского фронта. С 4 по 13 марта дивизия совершила марш в район Ислауж (южнее Каунаса) и находилась в резерве Ставки ВГК. В конце апреля она была переброшена в район Фалькенберг (северо-восточнее Штеттина), затем совершила марш под Эггезин и с 4 марта несла сторожевую охрану побережья Штеттинской гавани.
За время войны комдив Гончаров был два раза персонально упомянут в благодарственных в приказах Верховного Главнокомандующего.

#### Послевоенное время
С июля 1945 года проходил службу в ГСОВГ начальником 6-го отдела (по делам иностранцев) при военной комендатуре города Берлин, с февраля 1946 года — заместитель по строевой части коменданта г. Берлин. С мая 1946 года состоял в распоряжении Военного совета СВАГ и Управления кадров Сухопутных войск. В августе назначен начальником Беломорских курсов усовершенствования офицеров пехоты Красной армии. В мае 1947 года прикомандирован к Военной академии им. М. В. Фрунзе для использования на преподавательской работе. С мая 1948 года исполнял должности преподавателя по оперативно-тактической подготовке и тактического руководителя факультета по подготовке офицеров иностранных армий, октября 1949 года — старшего преподавателя кафедры общей тактики. 18 июля 1953 года полковник Гончаров уволен в запас.

## Награды
- орден Ленина (21.02.1945)[5][6]
- три ордена Красного Знамени (05.02.1943[7], 03.11.1944[6][8], 20.06.1949[6][9])
- орден Суворова II степени (03.07.1944)[10]
- два ордена Отечественной войны I степени (09.06.1945[11], 06.04.1985[12][13])
  - медали в том числе:
  - «XX лет Рабоче-Крестьянской Красной Армии» (1938)[7]
  - «За победу над Германией в Великой Отечественной войне 1941—1945 гг.» (1945)
  - «Ветеран Вооружённых Сил СССР» (1976)
- знак «50 лет пребывания в КПСС»

Приказы (благодарности) Верховного Главнокомандующего в которых отмечен Д. И. Гончаров.
- За овладение штурмом крупным областным центром Белоруссии городом Витебск — важным стратегическим узлом обороны немцев на западном направлении. 26 июня 1944 года. № 119.
- За прорыв глубоко эшелонированной обороны противника юго-восточнее города Рига, овладении важными опорными пунктами обороны немцев — Бауска, Иецава, Вецмуйжа и на реке Западная Двина — Яунелгава и Текава, а также занятии более 2000 других населённых пунктов. 19 сентября 1944 года. № 189.